# خورشیدگرفتگی ۱۲ اوت ۲۰۲۶
خورشیدگرفتگی ۱۲ اوت ۲۰۲۶ (به انگلیسی: Solar eclipse of August 12, 2026) یک خورشیدگرفتگی از نوع خورشیدگرفتگی کامل است. این خورشیدگرفتگی در تاریخ ۱۲ اوت ۲۰۲۶ میلادی (‎۲۱ مرداد ۱۴۰۵ خورشیدی) روی خواهد داد که زمان اوج آن، ساعت ۱۷:۴۷:۰۶ به‌وقت ساعت هماهنگ جهانی است. مدت زمان و طول این خورشیدگرفتگی ۲ دقیقه و ۱۸ ثانیه خواهد بود.

## تصویر
تصویر متحرک

## گرفتگی‌های مرتبط

### Solar eclipses 2026-2029
این مجموعه از خورشیدگرفتگی‌ها تقریباً هر ۱۷۷ روز و ۴ ساعت (یک نیم‌سال) به تناوب در مدارهای دیگر ماه تکرار می‌شوند.
| Ascending node                                                                                         | Ascending node            | &nbsp; | Descending node | Descending node       |
| 121 | February 17, 2026 Annular | &nbsp; | 126             | August 12, 2026 Total |
| 131 | February 6, 2027 Annular  | &nbsp; | 136             | August 2, 2027 Total  |
| 141 | January 26, 2028 Annular  | &nbsp; | 146             | July 22, 2028 Total   |
| 151 | January 14, 2029 Partial  | &nbsp; | 156             | July 11, 2029 Partial |
| Partial solar eclipses on June 12, 2029 and December 5, 2029 occur in the next lunar year eclipse set. |                           |        |                 |                       |